# Christa Köhler
Christa Köhler (República Democrática Alemana, 18 de agosto de 1951) es una clavadista o saltadora de trampolín alemana especializada en trampolín de 3 metros, donde consiguió ser campeona mundial en 1973.

## Carrera deportiva
En el Campeonato Mundial de Natación de 1973 celebrado en Belgrado (Yugoslavia), ganó la medalla de oro en el trampolín de 3 metros, con una puntuación de 442 puntos, por delante de la sueca Ulrika Knape (434 puntos) y la también alemana Marina Janicke  (bronce con 426 puntos).